# Hau Wong

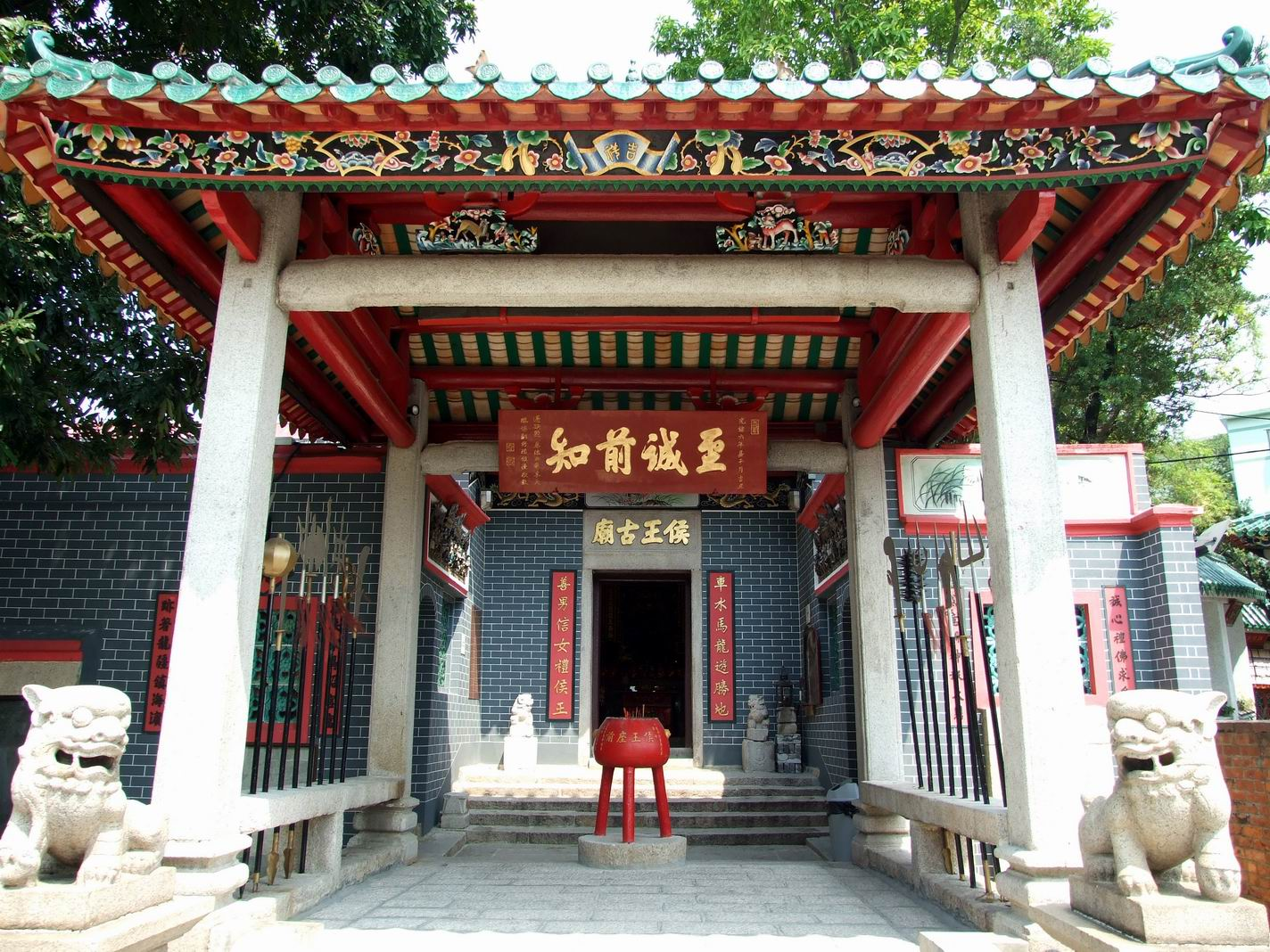
Temple de Hau Wong à Junction Road à Hong Kong.

Hau Wong ou Hou Wang (chinois : 侯王 ; pinyin : Hóu Wáng ; cantonais Jyutping : hau4 wong4) est un titre qui peut être traduit par « Prince Marquis » ou « Saint Marquis ». Il fait généralement référence à Yeung Leung-jit (楊亮節), un général loyal et courageux qui, malgré sa santé défaillante, resta dans l'armée pour protéger le dernier empereur de la dynastie des Song du Sud lorsqu'il se réfugia dans le sud à Kowloon.
Il existe plusieurs temples dédiés à Hau Wong à Hong Kong, dont six à Yuen Long. Ils peuvent porter le nom de « Temple de Hau Wong » (侯王廟) ou « Temple de Yeung Hau » (楊侯古廟). Le tableau suivant fournit une liste partielle de ces temples.
Note 1 : Une réévaluation de l'état des bâtiments historiques à l'échelle du territoire est en cours. Les notes répertoriées dans le tableau sont basées sur ces mises à jour   (8 juin 2023). Les temples n'ayant « Aucun statut » dans le tableau ci-dessous ne sont pas classés et n'apparaissent pas dans la liste des bâtiments historiques pris en compte pour le classement.
Note 2 : Bien que probablement incomplète, cette liste est provisoirement exhaustive.

## District des îles
| Localisation                                            | Notes                                                                                            | Statut        | Références | Images |
| ------------------------------------------------------- | ------------------------------------------------------------------------------------------------ | ------------- | ---------- | ------ |
| Tai O, île de Lantau 22° 15′ 33″ N, 113° 51′ 46″ E      | Temple de Yeung Hau Construit à 1699. Géré par le comité des temples chinois (en).               | Classé (2017) |            |        |
| Tung Chung, île de Lantau 22° 16′ 49″ N, 113° 55′ 52″ E | Temple de Hau Wong Construit en 1765, c'est le plus grand temple de Hau Wong de l'île de Lantau. | Rang II       |            |        |
| Shek Pik (en), île de Lantau                            | Inondé par le réservoir de Shek Pik (en) en 1960.                                                | Aucun statut  |            |        |

## District de Sha Tin
| Localisation                                                                        | Notes | Statut       | Références | Images |
| ----------------------------------------------------------------------------------- | --- | ------------ | ---------- | ------ |
| Village de Tai Wai, Tai Wai (en), district de Sha Tin 22° 22′ 34″ N, 114° 10′ 41″ E | Temple de Hau Wong à Tai Wai Construit en 1983, il a remplacé un temple antérieur, probablement construit en 1884 et démoli en 1982. | Aucun statut |            |        |

## District de Tsuen Wan
| Localisation                                                                                           | Notes | Statut       | Références | Images |
| --- | --- | ------------ | ---------- | ------ |
| Dernier étage, 75 Ham Tin Street, nouveau village de Shek Pik, Tsuen Wan 22° 22′ 05″ N, 114° 07′ 02″ E | Temple de Hung Hau Au moment de la construction du réservoir de Shek Pik sur l'île de Lantau, à la fin des années 1950, la plupart des habitants du village de Shek Pik ont déménagé dans des immeubles de quatre étages dans le nouveau village urbain de Shek Pik (石碧新村) à Tsuen Wan. Les deux temples, celui de Hau Wong et celui de Hung Shing, ont été regroupés pour former l'actuel temple de Hung Hau. | Aucun statut |            |        |

## District de Tuen Mun
| Localisation                                                                                     | Notes | Statut       | Références | Images |
| ------------------------------------------------------------------------------------------------ | --- | ------------ | ---------- | ------ |
| Ng Lau Road, Tuen Tsz Wai (en), Lam Tei (en), district de Tuen Mun 22° 25′ 13″ N, 113° 58′ 45″ E | Temple de Sam Shing Dédié au maréchal Yuen Tan Fuk Fu (玄壇伏虎元帥, « Général supprimant le tigre »), Hung Shing (en) et Hau Wong. Il est reconstruit en 1993. | Aucun statut |            |        |

## District de Wong Tai Sin
| Localisation | Notes | Statut                       | Références | Images |
| --- | --- | ---------------------------- | ---------- | ------ |
| Kowloon City, à l'angle sud-ouest du district de Wong Tai Sin. Intersection de Tung Tau Tsuen Road et Junction Road (en), en face du parc de la citadelle de Kowloon. 22° 19′ 58″ N, 114° 11′ 15″ E | Temple de Hau Wong à Junction Road Construit en 1730. Les personnages historiques du temple auraient été inspirés de Chang Yu-tang, commodore de Dapeng, général de la citadelle de Kowloon. On pense que l'empereur Song Bing et son frère Song Duanzong ont pris leur dernière position sous la dynastie Song. Géré par le comité des temples chinois. | Classé (précédemment Rang I) |            |        |

## District de Yuen Long
| Localisation | Notes | Statut       | Références | Images |
| --- | --- | ------------ | ---------- | ------ |
| Hang Tau Tsuen, à côté de Sheung Cheung Wai (en), Ping Shan (en), district de Yuen Long 22° 26′ 47″ N, 114° 00′ 28″ E | Temple de Yeung Hau à Ping Shan En partie dédié à Hau Wong, le temple fait partie du sentier du patrimoine de Ping Shan,. | Rang III     |            |        |
| Tong Yan San Tsuen (en), Ping Shan 22° 26′ 02″ N, 114° 00′ 45″ E                                                      | Temple de Yeung Hau à Tong Yan San Tsuen. Le temple est également connu sous le nom de temple de Yee Ling et temple de Za Ling. Situé à l'est de Tong Yan San Tsuen près de Sha Tseng Road, il est construit en 1711. | Rang III     |            |        |
| Tung Tau Tsuen, Ha Tsuen (en) 22° 27′ 13″ N, 113° 59′ 35″ E                                                           | Temple de Yeung Hau à Ha Tsuen, aussi connu sous le nom de Tung Tau Miu. | Classé       |            |        |
| San Wai, Ha Tsuen 22° 27′ 10″ N, 113° 59′ 23″ E                                                                       | Temple de Yeung Hau, aussi connu sous le nom de Sai Tau Miu. Il est rénové en 1901. Il sert de lieu social qui joue le double rôle de temple et de sanctuaire des ancêtres de San Wai. Des repas sont organisés devant le temple pendant le festival de Yeung Hau et le Nouvel An lunaire | Aucun statut |            |        |
| Sik Kong Wai (en), Ha Tsuen 22° 26′ 56″ N, 113° 59′ 32″ E                                                             | Temple de Yeung Hau Sanctuaire d'un village fortifié. Situé à l'extrémité de l'axe central de Sik Kong Wai, un village fortifié du clan Tang (en) à Ha Tsuen, dont le nom est inscrit dans le Répertoire géographique du comté de Xin'an (en) de 1820. | Aucun statut |            |        |
| N°26C Cheung Shing Street, Yuen Long Kau Hui 22° 26′ 50″ N, 114° 01′ 57″ E                                            | Temple de Tai Wong (en) Il est probablement construit entre 1662 et 1722. C'est le temple principal de Nam Pin Wai (en) ainsi que de Yuen Long Kau Hui. Il est construit pour le culte de Hung Shing (en) et Yeung Hau. Outre le culte, le temple était un lieu où les villageois résolvaient leurs différends et discutaient des affaires du marché. Il servait aussi autrefois de yamen et les fonctionnaires y vivaient | Rang I       |            |        |
| Wong Uk Tsuen (en) 22° 26′ 54″ N, 114° 02′ 17″ E                                                                      | Temple de Yi Shing, couramment appelé temple de Tai Wong Il est principalement dédié au culte des divinités Hung Shing et Yeung Hau. La rénovation est effectuée en 1924. Il fait toujours office de temple de l'Alliance Tung Tau (東頭約) formée par les sept villages voisins de Yuen Long Kau Hui. Autrefois, il exploitait une société de crédit au service des villages de l'alliance,.                              | Aucun statut |            |        |
| Yuen Kong Tsuen (en), Pat Heung (zh) 22° 25′ 32″ N, 114° 04′ 40″ E                                                    | Temple de Chung Shing (眾聖宮, « Temple de tous les saints ») La divinité principale du temple est Pak Tai avec quelques autres dont Hau Wong et le dieu du sol. | Rang III     |            |        |

## Temples en dehors de Hong Kong
| Localisation                                     | Notes | Statut | Références | Images |
| ------------------------------------------------ | --- | ------ | ---------- | ------ |
| Herberton Road à Atherton, Queensland, Australie | Le temple de Hou Wang (en) est dédié au commandant des gardes du corps Yang Liang Chieh, qui était responsable de la vie de l'empereur Song Bing, âgé de 8 ans, perdant en 1280 face aux Mongols lors de la chute de la dynastie Song. |        |            |        |